# Оливера Протић
Оливера Протић (Кикинда, 1962) српски је сценограф, костимограф и сликар.

## Биографија
Рођена је 2. августа 1962. године у Кикинди. После завршене Средње школе за индустријски дизајн (смер-графике), дипломирала је на Факултету примењених уметности и дизајна у Београду, одсек за позоришну, филмску и ТВ сценографију. По завршетку студија радила као сценограф и костимограф у преко 70 реализованих ТВ емисија (београдски програм, јутарњи програм, комерцијалне емисије РТС-а, музички спотови... серијске комерцијалне емисије: „Лото“, „Да питамо заједно“, „Четири даме“... сценографија и костим за позоришне представе: „Филоктет“, „Чекајући Годоа“, „Гробље аутомобила“...) спотова и реклама. Пет година бавила се модним дизајном, а последњих година ради и као професор уметничког обликовања и ликовне културе у београдским средњим школама, од септембра 2013. године и као ликовни педагог за децу са посебним потребама.
Поред активности у издавачкој делатности и активног педагошког рада, последњих седам година ради као сарадник, предавач и модератор ликовних радионица у едукативном пројекту „Корак ка култури“ (лиценцирани семинар Министарства просвете Републике Србије) у оквиру кога је реализовала низ успешних предавања и ликовних радионица у земљи и иностранству (Беч, Праг, Венеција, Верона, Истанбул, Рим...).

## Чланство у удружењима
- УЛУПУДС, сликарско графичка секција од 2005.[1]
- Српско академско друштво „ВИЗАНТИЈА“ од 2003.
- Удружење филмских и ТВ уметничких сарадника Србије од 1990.

## Самосталне изложбе
- Изложба слика, цртежа и објеката „Питања и одговори“, 28. септембар 2012. галерија „ХЕЛЕНА“ –Београд,
- Изложба слика, цртежа и објеката, 24. април 2012. Галерија дома културе Ивањица,
- Изложба слика, икона и огледала, 13. март 2011. Ариље, Градска галерија[2]
- Галерија Арт Центра - Београд, јун 2011. „ОДБРАНА И ПОСЛЕДЊИ ДАНИ...“,
- Галерија С.К.Ц.-а Нови Београд, јул 2010. „СВАШТАРА“,[3]
- Галерија НУБС-а - Београд, март 2003.
- Галерија „СЦЕНА ЦРЊАНСКИ“ Београд, мај 2003.
- Галерија „Мадам“ - Панчево, јун 2002.
- Галерија културног центра- Бор, децембар 1986.
- Галерија Културног центра - Кикинда, октобар 1986.

## Групне изложбе
- 2015.

Галерија „СИНГИДУНУМ“-Београд, изложба  „Планета  шума“ (УЛУПУДС),
Галерија СКЦ Нови Београд, позивна мајска изложба новобеоградских уметника
Галерија „СИНГИДУНУМ“  изложба „BLACK BOX“  „Црна кутија –изложба сценографа и костимографа УЛУПУДС-а
Сценографска адаптација простора  „Београдски мали пијац“ Зелени Венац, заједнички ауторски рад са Селеном Протић
Галерија културног центра Књажевац изложба сликарске колоније „Под кровом Србије 2014. „
„IV  БИЈЕНАЛЕ АКВАРЕЛА МАЛОГ ФОРМАТА“ – Београд Галерија СКЦ-а.
„БЕОГРАД ГРАД У КОМЕ СТВАРАМ“ галерија УЛУПУДС-а  „Сингидунум“.
- 2013.

Галерија Руског Дома у Београду, изложба „КОНСТАНТИНОВИ ТРАГОВИ“
Мала галерија УЛУПУДС-а,Београд, изложба „НОВОГОДИШЊЕ ЧЕСТИТКЕ“
Галерија куће Ђуре Јакшића у Скадарлији, Београд. Годишња изложба сликара УЛУПУДС-а
Галерија „Сингидунум –Београд. Изложба радова чланова СГС УЛУПУДС-а
Галерија СУЛУЈ-а –Београд, Изложба „ЕКСПЕРИМЕНТОМ  ДО... „
„Традиционално модерно“ изложба сликарско графичке секције УЛУПУДС-а  одржана у галерији „Потковица , Београд
Мајска позивна изложба новобеоградских уметника, галерија СКЦ Нови Београд.
„Треће бијенале акварела малог формата“ галерија СКЦ Нови Београд
„Модерно традиционално“ Арт Центар – Београд
Завршна изложба  „Мали формат2012.“ УЛУПУДС-а, галерија ПОТКОВИЦА, Београд
- 2012.

НОЋ ОТВОРЕНИХ АТЕЉЕА  групни атеље у старој Р.К . у Кнез Михајловој бр. 5, Београд
Прва у низу изложби (путујућа) „Мали Формат 2012. год.“  УЛУПУДС-а,  Галерија Културног центра Стара Пазова
„Мајска изложба новобеоградских уметника 2012.“  Галерија СКЦ-а Нови Београд
„Чуваркућа“  „Мала галерија УЛУПУДС-а“ Београд
„Жене сликари“  10. Међународна изложба - Мајданпек
„30+30“ Галерија руског дома-Београд
“Традиционално модерно“секцијска изложба С.Г.С. УЛУПУДС-а, „Галерија 73“ Београд
- 2011.

„30 Х 30“, Савремена  галерија Зрењанин
„Београдска мини арт сцена“ , галерија „Сингидунум“, Београд
„Формат мали“ , АртЦентар, Београд
“Годишња изложба сликарско графичке секције УЛУПУДС-а“ , галерија 12
„Реално-надреално“ , АртЦентар – Београд
Колонија мултикултуралне сарадње и изложба колоније на Сави
Бијенале колажа и асамблажа „Јован Марковић Камени“. Арт Центар ,Београд
„Мали формат“ секцијска изложба сликарско графичке секције УЛУПУДС-а, Ивањица
„Мајска позивна изложба новобеоградских уметника“С.К.Ц. Нови Београд
Галерија „ПЕРО“, Београд. ВИИ Катапулт у оквиру манифестације „НОЋ МУЗЕЈА“
Хуманитарна изложба „Широком стазом до Јапана“, галерија-клуб „Кондор88“, Београд
„Катапулт арт хоме“, галерија „ПЕРО“, Београд
„ТРАДИЦИОНАЛНОМОДЕРНО“, „ГАЛЕРИЈА 73“ , Београд
„Жене сликари“ ИX Међународна изложба, Мајданпек
„формат мали“ путујућа изложба
„Мотив жена-стваралац“ , „Галерија 78“, Београд
„Светосавски Арт Маркет“, Београд (КУЋА КРАЉА ПЕТРА)
- 2010.

„30Х30“ Савремена галерија – Зрењанин
АРТ МАРКЕТ , Београд
„ВИЗАНТИЈСКИ ЈЕСЕЊИ САЛОН“,“ Галерија 78“ - Београд
„Мали формат“, галерија  „Сингидунум“, Београд
„Мајска позивна изложба новобеоградских уметника“, С.К.Ц.-Нови Београд
„Традиционалномодерно“, Централни дом Војске Србије, Београд
“Мали формат“ путујућа изложба УЛУПУДС-а
- 2009.

„Београдска мини арт сцена“, галерија „Сингидунум“, Београд
„Византијски јесењи салон“, галерија „Византија“,Београд
„Византијски одбљесци“ галерија  Министарства за дијаспору Србије, Београд
„Традиционалномодерно“ –Београд
„Мали формат“  путујућа изложба УЛУПУДС-а
- 2008.

„Милутин и пријатељи...“ Галерија руског дома, Београд
- 2007.

„Мали формат“путујућа изложба УЛУПУДС-а.
- 2004.

„Сабор уметничких заната“, Крупањ
„Повратак Византији“, „галерија 34“, Тешњар-Ваљево
„Портрет“, НУБС-Београд
„Жене стварају“ К.Ц. Лајковац
„Византијски одблјесци“ НУБС, Београд
- 2003.

„Београдска мини арт сцена“, галерија „Сингидунум“ ,Београд
„Колубарски вез“ , К.Ц.  Лајковац
„Београд 2003“ НУБС, Београд
Међународно бијенале мале иконе , Свети Стефан
„Мајска изложба“, галерија „ Сцена Црњански“, Београд
„Корени Византије“, К.Ц. Ивањица
- 2002.

„Јесен 2002“ галерија „Црњански“, Београд
- 2001.

„Пролеће“ К.Ц. Лајковац
- 1987.

Светско квадријенале сценографије и костима, Праг

## Ликовне радионице
- новембар и октобар 2014. Сегедин – модератор ликовне радионице „Осликана славистика“ у оквиру програма „Хрватски и српски језик у контакту“.
- 13. август 2014. Учешће на ликовној колонији „ПОД КРОВОМ СРБИЈЕ“ у организацији Културног центра Књажевац.
- 29. јун 2014. Венеција - ликовна радионица „Ренесанса“. (корак ка култури)
- 1. Мај 2014 Винћенца - предавање и ликовна радионица „Ренесансно позориште“. (корак ка култури)
- 18. април 2014. Ница, Арл, Екс, Марсеј - предавање и ликовна радионица „Импресионизам и уметност почетком 20. века“. (корак ка култури)
- 21. март 2104. Венеција - ликовна радионица и предавање „Комедија дел Арте и костим“ (корак ка култури)
- октобар 2013. Темишвар-Арад - предавање и ликовна радионица „20. век-Црњански“ (корак ка култури)
- август 2013. Истанбул - предавање и ликовна радионица „Византија“. (корак ка култури)
- април 2013. Рим-Падова - предавање и ликовна радионица на тему „Надреализам и Милена Павловић Барили“.
- јануар 2013. Музеј у Смедереву – идејно решење и реализација костима средњевековне српске породице Бранковић и осликавање два паноа са ликовима Бранковића.
- август 2012. Истанбул –модератор ликовне радионице лиценцираног семинара „Корак ка култури“ на тему мозаика и накита у Византији. И аутор предавања на исту тему у оквиру семинара „Корак ка култури“.
- април 2012. Венеција, Верона и Вићенца, модератор ликовне радионице лиценцираног семинара „Корак ка култури“ на тему „Комедија дел арте“ и презентација конкретне примене мотива исте у настави ликовне културе и корелације са осталим предметима.
- јануар 2012. Праг, модератор ликовне радионице лиценцираног семинара, „Корак ка култури“ на тему „Готика у учионици“ и презентација осликаних радова о практичној примени мотива витража и корелацији теме са другим друштвеним предметима.
- новембар 2011. Беч, модератор ликовне радионице лиценцираног семинара „Корак ка култури“, на тему „Сецесија“ и презентација ликовних радова на тему примене и корелације у настави „Два Густава (Малер и Климт)“ – ликовност и музика у сецесији.
- октобар 2011. Венеција - модератор ликовне радионице лиценцираног семинара „Корак ка култури“, тема „Ренесансна сцена и костим –реализација у учионици“ и презентација ликовних радова на ову тему.
- април 2011. Истанбул, модератор ликовне радионице у оквиру семинара-пројекта „КОРАК КА КУЛТУРИ“, где је презентован и ликовни рад о примени традиционалних византијских техника у настави.
- октобар 2010. модератор ликовне радионице у оквиру горенаведеног семинара реализованог у Бечу и Салцбургу са темом „Два Густава“ (Малер и Климт).
- 2008—2009. Модератор програма семинара „КОРАК КА КУЛТУРИ“ под бројем 345 Министарства просвете Републике Србије у оквиру кога су реализоване радионице и предавања током ове две године.
- 2005. Педагошки план и програм за предмет уметничко обликовање у оквиру реформе средњег стручног образовања Републике Србије.

## Награде
- 2012. године - Годишња награда УЛУПУДС-а за постигнућа у ликовној уметности у 2011. год.
- 2011. године - Прва награда публике на путујућој изложби (17 градова Србије) „Формат мали“.
- 2004. године - Повеља и златни дукат за најбоље остварење у области иконописа од стране Министарства културе Републике Србије и УСАИД-а (USAID-a).
- 1987. године - Златна плакета Војводине за најбољи костим у позоришној сезони (представа „Филоктет“)